# Anja Kaiser
Anja Kaiser (* 11. Juni 1986 in Finsterwalde) ist eine deutsche Kommunikationsdesignerin, deren Arbeiten vor allem in feministischen Kreisen stilprägend sind.

## Beruflicher Werdegang
Anja Kaiser absolvierte von 2006 und 2011 ein Bachelorstudium in Kommunikationsdesign an der Burg Giebichenstein Kunsthochschule Halle (Saale). Im Jahr 2009 war sie Stipendiatin der Studienstiftung des Deutschen Volkes. 2012 erhielt sie ein Auslandsstipendium von selbiger Stiftung. In den Jahren 2012 bis 2014 studierte sie im Master Graphic Design Think Tank für Visual Strategies am Sandberg Instituut Amsterdam (Masters Gerrit Rietveld Academie). 2013 gründete sie ihr eigenes Studio mit dem Schwerpunkt Grafik-Design, Research, Print- und Onlineprojekte.
Von 2014 bis 2018 künstlerische Mitarbeiterin im Fachgebiet Schrift und Typografie an der Burg Giebichenstein Kunsthochschule Halle. Seit 2018 hatte Anja Kaiser verschiedene Lehraufträge an Hochschulen in Karlsruhe und Leipzig. Außerdem leitete sie zahlreiche Workshops an Hochschulen in Deutschland, der Schweiz und in Frankreich. Zwischen 2021 und 2023 hat sie eine Vertretungsprofessur in der Fachklasse Typografie an der Hochschule für Grafik und Buchkunst Leipzig.

## Werk
Die Leipziger Gestalterin bewegt sich in einem aktivistischen Umfeld und sucht in ihrer künstlerischen Tätigkeit nach Freiräumen für gesellschaftliche Mitgestaltung. Ihre Arbeiten fordern gezielt etabliert Vorstellungen von guter Gestaltung heraus. Sie hinterfragt beispielsweise das Gebot zur Lesbarkeit, die durch formale Reduktion und ordnende Strukturen, wie z. B. typografische Raster erzeugt werden soll. Anja Kaiser gestaltet dicht, vielschichtig und mehrdeutig. Sie entwickelt ihre Arbeiten aus einer explizit feministischen Praxis. Dabei spielt die Aneignung und Umnutzung von (Gestaltungs-)Software und als "undiszipliniert" bezeichneten Methoden eine zentrale Rolle. Sie untersucht die Übergänge zwischen Grafik, Design, Kunst, Musik und Formen der digitalen Selbstermächtigung. Ihre Arbeiten werden international ausgezeichnet und ausgestellt, u. a. im Design Museum London, Le Signe Centre National du Graphisme in Frankreich sowie dem Museum für Kunst und Gewerbe Hamburg.

## Werkverzeichnis
2021:
- Rewire Festival 2021–(Re)Setting, in Kollaboration mit Jim Kühnel, visuelle Identität, verschiedene Medien (Print und Digital), Bard College, Architecture Department, in Kollaboration mit Stefan Endres, Website, Online-Identität

2020:
- If I Had a Hammer, Siebdruck Edition, 4-farbig, Auflage 30, 1,2 × 1,7 m

- Home Coming™, in Kollaboration mit Jonas Holfeld, Website, UX Design, 1 HD Video, 16:9, Kunsthalle Osnabrück, in Kollaboration mit Franziska Leiste, institutionelle und periodische Identität, verschiedene Medien (Print und Digital)

2019–2021:
- Glossary of Undisciplined Design, in Kollaboration mit Rebecca Stephany, Symposium; Publikation, 312 Seiten, Otabind-Broschur, Softcover, 110 × 175 mm (Spector Books, April 2021)

2019:
- Rewire Festival 2019—Instrumental Shifts, Staging Sound, in Kollaboration mit Jim Kühnel, visuelle Identität, verschiedene Medien (Print und Digital)
- Please Divide In Groups Of Two Or Three, in Kollaboration mit Simone C. Niquille, performative Identität, 2,5 × 2 m, visuelle Identität, verschiedene Medien (Print und Digital)
- Unstable Signs As Radical Tools, Großdruck in Metallrahmen, 3 × 2 m, Digitaldruck auf PVC; Essay, 1c Offset, 1-seitig, 297 × 420 mm

2018–2019:
- DUE, wöchentlicher Reader, 2c Riso, 2-seitig, 176 × 250 mm, 51 Ausgaben
- Whose.Agency, 5-Kanal-Videoinstallation, HD, 16:9, 12 min, Wandarbeit, 12 × 3,5 m, Digitaldruck, Website
- Dgtl fmnsm, visuelle Identität, verschiedene Medien (Print und Digital)

2018
- Migration As Avant-Gard—Michael Danner, Künstlerbuch, 120 Seiten, Fadenheftung, Hardcover, 207 × 310 mm (Verlag Kettler)
- Werkleitz Festival [Fetch und Deliver], visuelle Identität, verschiedene Medien (Print und Digital)
- Werkleitz Festival [Fetch und Deliver], in Kollaboration mit Franziska Leiste, Ausstellungskatalog, 184 Seiten, Fadenheftung, Softcover, 210 × 297 mm (Verlag für Moderne Kunst)
- Next Gen w/ various Acts, 2-teilige Plakatserie, 4c Offset, 594 × 841 mm 2017–2018 • Issue Project Room, 3-teilige Poster Edition, 18 × 24 inch, 5-Farb-Digitaldruck, Auflage 50, 2017
- By(e) Default, Website, UX Design, 7 HD Videos, 16:9

2016–2020:
- Balance Club Culture Festival, visuelle Identität, verschiedene Medien (Print und Digital) 2016 • What’s Good?, in Kollaboration mit Katharina Merten, Desktop Performance, HD Video, 16:9, 65:00 min
- Motion, VJ Performance, HD Video, 16:9, 51:00 min 2015–2018
- Cry Baby w/ various Acts, 7-teilige Plakatserie, 4c Offset, 594 × 841 mm; Trailer 2015/2016 in Kollaboration mit Kévin Bray, HD, 16:9, 0:30 min

2014:
- Sexed Realities—To Whom Do I Owe My Body?, Handtuchedition, 4 Motive, 850 × 1450 mm, Jacquard-Strick; 2-Kanal-Videoinstallation, HD, 16:9, 7:12 min, Stereo; Essay, 40 Seiten, Rückstichheftung, 78,6 × 150 mm; Online-Archiv

## Ausstellungen
2023
- Radical Receptionist, Galerie für Grafik und Buchkunst Leipzig in Zusammenarbeit mit Hagen Tanneberger, Gruppenausstellung[3]
- On Singularities and Common Grounds, Kunstverein Leipzig, Einzelbeitrag To "The Mad Women of Kew" in Gruppenausstellung
- 100 beste Plakate 2023, Kulturforum, Berlin
- 30th International Poster Competition, Le Signe – Centre National du Graphisme (FR)
- The F*word – Guerrilla Girls und feministisches Grafikdesign, Museum für Kunst und Gewerbe Hamburg, 16.02.–17.09.2023[4]
- Wiki Women – Wissen gemeinsam ergänzen, Museum für Kunst und Gewerbe Hamburg, 27.05.–24.09.2023[5]
- Eine neue Bewegung: Re*mapping Leipzig, Ausstellungs-APP und Stadtführung, Einzelbeitrag in Gruppenprojekt

2022
- Now We Stand In A Crowded Gap – following the strands laid out by Monica Ross in "History or Not", HALLE14 – Zentrum für Zeitgenössische Kunst Leipzig, kuratiert von Michael Arzt, Gastbeitrag mit Hanako Emden und Sophie Florian in der Ausstellung zu Monica Ross
- audio—grafisch. 16 Entwürfe und ihre Entstehung. Museum für Kunst und Gewerbe Hamburg, 3.6.22 – 26.2.23[6]
- CRITICAL DE?!GN: Designers Troublemakers, MEDIUM Gallery, Gruppenausstellung, Bratislava (SK)[7]
- I don't work on weekends, Kunstverein Göttingen, kuratiert von Vincent Schier, Gruppenausstellung

2021
- Here We Are! Frauen im Design 1900 – heute, Vitra Design Museum, Ausstellungsbeitrag mit Rebecca Stephany, Gruppenausstellung

2020
- Undisciplined Toolkit, Le Signe – Centre National du Graphisme, Chaumont (FR)
- Real Time, Seventeen Gallery London, Online-Ausstellung
- Combo Combo Festival, Grand Playground, Lille (FR)

2019
- Beazley Design of the Year, Design Museum London (GB)
- Demo Festival, Central Station, Amsterdam (NL)
- Add to the Cake – Die Transformation der Rolle weiblicher Schaffender, Schloss Pillnitz, Dresden
- Whose.Agency, Galerie für Zeitgenössische Kunst Leipzig[8]
- Die Spur der Hand – Analoge und digitale Pfade ins Plakat, Brandenburgisches Landesmuseum für moderne Kunst, Cottbus

2018
- Department of Non-Binaries, Fikra Biennial, Sharjah (AE)
- 3hd Festival, Hebbel am Ufer, Berlin
- International Poster Biennal, Academy of Fine Arts, Warschau (PL)

2017
- Typojanchi 2017: The 5th International Typography Biennale, Hyundai Card Design Library, Seoul (KOR)
- WIN/WIN Die Ankäufe der Kulturstiftung des Freistaates Sachsen 2017, HALLE14, Leipzig

2016
- 27th Brno Biennial, Moravian Gallery, Brno (Cz)
- Graphic Design Festival Scotland, The Lighthouse, Glasgow (GB)
- Show of Talks, IAB Artist Unlimited, Bielefeld

2015
- Domestic Affairs, Kunsthaus Rhenania, Köln[9]
- 100 beste Plakate 2014, Kulturforum, Berlin

2014
- Graduation Show Sandberg Institut, Framer Framed, Amsterdam (NL) AA, Kunsthalle Athena, Athen (GR)[10]
- Eine Frage der Zeit – Statements zum Archiv des Untoten, Halle (Saale)[11]

2012
- Kunstvlaai Festival of Independents St. N. Lyceum, Amsterdam (NL)[12]

## Auszeichnungen und Preise
- 2022: 100 beste Plakate Deutschland Österreich Schweiz, Plakatwettbewerb
- 2019: Beazley Design of the Year, Nominierung Shortlist, Design Museum (GB); Alliance Graphique Internationale, Mitgliedschaft
- 2018: Dummy Award, Fotobookfestival Kassel
- 2017: INFORM Preis für konzeptuelles Gestalten, Galerie für Zeitgenössische Kunst Leipzig; International Poster Competition, Chaumont Biennial of Graphic Design (FR)
- 2016: Mayor of the City of Brno Award, 27th Brno Biennial of Graphic Design (CZ)
- 2014: 100 beste Plakate Deutschland Österreich Schweiz, Plakatwettbewerb
- 2013: 100 beste Plakate Deutschland Österreich Schweiz, Plakatwettbewerb